# Renee Olstead
Rebecca Renee Olstead (Houston (Texas), 18 juni 1989) is een Amerikaanse
zangeres en actrice.
Sinds haar achtste jaar speelt ze als kindactrice mee in films en reclamespots. Van 2002 tot 2006 speelde ze dochter Lauren in de sitcom Still Standing, een rol waarvoor ze in 2006 een Young Artist Award won, en in 2004 had ze een bijrol in de film 13 Going on 30. Olstead is naast actrice ook zangeres. In 2004 bracht ze haar derde album uit met daarop jazznummers. Ze trad ook op tijdens het Live 8-concert in Berlijn in 2005.

## Discografie

### Albums
| Album met eventuele hitnotering(en) in de Nederlandse Album Top 100 | Datum van verschijnen | Datum van binnenkomst | Hoogste positie | Aantal weken | Opmerkingen |
| ------------------------------------------------------------------- | --------------------- | --------------------- | --------------- | ------------ | ----------- |
| Stone Country                                                       | 2000                  | -                     |                 |              |             |
| Unleashed                                                           | 2000                  | -                     |                 |              |             |
| By Request                                                          | 2002                  | -                     |                 |              |             |
| Renee Olstead                                                       | 2004                  | -                     |                 |              |             |
| Skylark                                                             | 2009                  | -                     |                 |              |             |

## Filmografie
- Bibsys: 15044810
- Bibliothèque nationale de France: cb145983215 (data)
- Gemeinsame Normdatei: 135376386
- International Standard Name Identifier: 0000 0000 7844 1034
- Library of Congress Control Number: no2004084423
- MusicBrainz: 1f1ce989-bf0e-421b-bd71-a2a33fdbc7b6
- Système universitaire de documentation: 19171108X
- Virtual International Authority File: 21859971
- WorldCat: E39PBJpyvyyRrXBfmBtkvfPqQq